# Sydney Uni Flames
O Sydney Uni Flames é um time de basquete feminino que joga na Women's National Basketball League (WNBL). Baseado em Sydney, Austrália, o Flames tem quatro títulos da WNBL em 1993, 1997, 2001 e 2017.

## História
O Flames foi fundado em 1981, sendo inicialmente chamado de Bankstown Bruins, em 1988 o time mudou-se para Sydney vindo a se chamar Sydney Bruins.